# Галина (тауншип, Миннесота)
Гали́на (англ. Galena) — тауншип в округе Мартин, Миннесота, США. На 2000 год его население составило 237 человек.

## География
По данным Бюро переписи населения США площадь тауншипа составляет 91,6 км², из которых 90,3 км² занимает суша, а 1,3 км² — вода (1,44 %).

## Демография
По данным переписи населения 2000 года здесь находились 237 человек, 95 домохозяйств и 72 семьи. Плотность населения — 2,6 чел./км². На территории тауншипа расположено 100 построек со средней плотностью 1,1 построек на один квадратный километр. Расовый состав населения: 99,58 % белых и 0,42 % приходится на две или более других рас.
Из 95 домохозяйств в 34,7 % воспитывались дети до 18 лет, в 70,5 % проживали супружеские пары, в 2,1 % проживали незамужние женщины и в 24,2 % домохозяйств проживали несемейные люди. 24,2 % домохозяйств состояли из одного человека, при том 9,5 % из — одиноких пожилых людей старше 65 лет. Средний размер домохозяйства — 2,49, а семьи — 2,93 человека.
24,1 % населения — младше 18 лет, 6,3 % — в возрасте от 18 до 24 лет, 25,3 % — от 25 до 44, 26,6 % — от 45 до 64, и 17,7 % — старше 65 лет. Средний возраст — 43 года. На каждые 100 женщин приходилось 100,8 мужчин. На каждые 100 женщин старше 18 приходилось 111,8 мужчин.
Средний годовой доход домохозяйства составлял 38 958 долларов, а средний годовой доход семьи — 43 125 долларов. Средний доход мужчин — 26 250 долларов, в то время как у женщин — 19 583. Доход на душу населения составил 17 578 долларов. За чертой бедности находились 2,6 % семей и 3,0 % всего населения тауншипа.